# Mistrovství Evropy v basketbalu mužů 1995
29. mistrovství Evropy  v basketbalu proběhlo ve dnech 21. června – 2. července v Řecku.
Turnaje se zúčastnilo 14 týmů, rozdělených do dvou sedmičlenných skupin. První čtyři družstva postoupila do Play off. Mistrem Evropy se stalo družstvo Jugoslávie.

## Výsledky a tabulky

### Základní skupiny

#### Skupina A
|    |            | YUG   | LIT   | GRE   | ITA   | ISR   | GER   | SWE   | V | P | Skóre   | B  |
| 1. | Jugoslávie | ***   | 70:61 | 84:80 | 87:74 | 72:59 | 92:79 | 85:58 | 6 | 0 | 490:411 | 12 |
| 2. | Litva      | 61:70 | ***   | 89:73 | 80:60 | 91:75 | 96:82 | 93:76 | 5 | 1 | 513:442 | 11 |
| 3. | Řecko      | 80:84 | 73:89 | ***   | 67:61 | 59:49 | 83:79 | 86:68 | 4 | 2 | 448:430 | 10 |
| 4. | Itálie     | 74:87 | 60:80 | 61:67 | ***   | 73:71 | 68:67 | 93:61 | 3 | 3 | 438:433 | 9  |
| 5. | Izrael     | 59:72 | 75:91 | 49:59 | 71:73 | ***   | 78:60 | 87:62 | 2 | 4 | 419:417 | 8  |
| 6. | Německo    | 79:92 | 82:96 | 79:83 | 67:68 | 60:78 | ***   | 81:71 | 1 | 5 | 448:488 | 7  |
| 7. | Švédsko    | 58:85 | 76:93 | 68:86 | 61:93 | 62:87 | 71:81 | ***   | 0 | 6 | 393:528 | 6  |

#### Skupina B
|    |            | CRO    | ESP   | RUS     | FRA   | SLO   | TUR    | FIN    | V | P | Skóre   | B  |
| 1. | Chorvatsko | ***    | 90:70 | 100:94p | 82:71 | 91:83 | 90:68  | 92:77  | 6 | 0 | 534:464 | 12 |
| 2. | Španělsko  | 70:90  | ***   | 97:78   | 75:86 | 88:85 | 85:70  | 87:74  | 4 | 2 | 499:473 | 10 |
| 3. | Rusko      | 94:100 | 78:94 | ***     | 85:65 | 92:82 | 102:93 | 126:74 | 4 | 2 | 577:508 | 10 |
| 4. | Francie    | 71:82  | 86:75 | 65:85   | ***   | 89:68 | 90:76  | 94:81  | 4 | 2 | 496:466 | 10 |
| 5. | Slovinsko  | 83:91  | 85:88 | 82:92   | 68:89 | ***   | 93:74  | 94:72  | 2 | 4 | 505:506 | 8  |
| 6. | Turecko    | 68:90  | 70:85 | 93:102  | 76:90 | 74:93 | ***    | 81:79  | 1 | 5 | 462:539 | 7  |
| 7. | Finsko     | 77:92  | 74:87 | 74:126  | 81:94 | 72:94 | 79:81  | ***    | 0 | 6 | 457:574 | 6  |

### Čtvrtfinále
| 30. června 2015 16:00 | Zpráva | Rusko                      | 71 – 82 | Litva      |  | OACA, Athény Rozhodčí: Alan Richardson (ENG), George Toliver (USA) |
| 30. června 2015 16:00 | Zpráva | Skóre po poločasech: 33:44 |         |            |  | OACA, Athény Rozhodčí: Alan Richardson (ENG), George Toliver (USA) |
| 30. června 2015 16:00 | Zpráva | Babkov 25                  | Body    | Sabonis 33 |  | OACA, Athény Rozhodčí: Alan Richardson (ENG), George Toliver (USA) |
| 30. června 2015 16:00 | Zpráva | Fetisov, Michajlov 8       | Dosk.   | Sabonis 14 |  | OACA, Athény Rozhodčí: Alan Richardson (ENG), George Toliver (USA) |
| 30. června 2015 16:00 | Zpráva | Michajlov 3                | Asist.  | Lukminas 3 |  | OACA, Athény Rozhodčí: Alan Richardson (ENG), George Toliver (USA) |

| 30. června 2015 18:00 | Zpráva | Itálie                     | 61 – 71 | Chorvatsko   |  | OACA, Athény Rozhodčí: Nikolaos Pitsilkas (GRE), Juan Antonio Figueroa (PUR) |
| 30. června 2015 18:00 | Zpráva | Skóre po poločasech: 29:31 |         |              |  | OACA, Athény Rozhodčí: Nikolaos Pitsilkas (GRE), Juan Antonio Figueroa (PUR) |
| 30. června 2015 18:00 | Zpráva | Fučka 16                   | Body    | Kukoč 24     |  | OACA, Athény Rozhodčí: Nikolaos Pitsilkas (GRE), Juan Antonio Figueroa (PUR) |
| 30. června 2015 18:00 | Zpráva | Rusconi 9                  | Dosk.   | Vranković 16 |  | OACA, Athény Rozhodčí: Nikolaos Pitsilkas (GRE), Juan Antonio Figueroa (PUR) |
| 30. června 2015 18:00 | Zpráva | Pittis 3                   | Asist.  | Kukoč 3      |  | OACA, Athény Rozhodčí: Nikolaos Pitsilkas (GRE), Juan Antonio Figueroa (PUR) |

| 30. června 2015 20:00 | Zpráva | Řecko                      | 66 – 64 | Španělsko   |  | OACA, Athény Rozhodčí: Wiesław Zych (POL), Danko Radić (CRO) |
| 30. června 2015 20:00 | Zpráva | Skóre po poločasech: 30:33 |         |             |  | OACA, Athény Rozhodčí: Wiesław Zych (POL), Danko Radić (CRO) |
| 30. června 2015 20:00 | Zpráva | Fasoulas 20                | Body    | Herreros 15 |  | OACA, Athény Rozhodčí: Wiesław Zych (POL), Danko Radić (CRO) |
| 30. června 2015 20:00 | Zpráva | Christodoulou, Fasoulas 10 | Dosk.   | Reyes 12    |  | OACA, Athény Rozhodčí: Wiesław Zych (POL), Danko Radić (CRO) |
| 30. června 2015 20:00 | Zpráva | Christodoulou 6            | Asist.  | Laso 5      |  | OACA, Athény Rozhodčí: Wiesław Zych (POL), Danko Radić (CRO) |

| 30. června 2015 22:00 | Zpráva | Francie                    | 86 – 104 | Jugoslávie   |  | OACA, Athény Rozhodčí: Stefano Cazzaro (ITA), Romualdas Brazauskas (LIT) |
| 30. června 2015 22:00 | Zpráva | Skóre po poločasech: 35:59 |          |              |  | OACA, Athény Rozhodčí: Stefano Cazzaro (ITA), Romualdas Brazauskas (LIT) |
| 30. června 2015 22:00 | Zpráva | Bonato 38                  | Body     | Danilović 24 |  | OACA, Athény Rozhodčí: Stefano Cazzaro (ITA), Romualdas Brazauskas (LIT) |
| 30. června 2015 22:00 | Zpráva | T. Gadou 7                 | Dosk.    | 3 hráči 3    |  | OACA, Athény Rozhodčí: Stefano Cazzaro (ITA), Romualdas Brazauskas (LIT) |
| 30. června 2015 22:00 | Zpráva | Rigaudeau 6                | Asist.   | Đorđević 6   |  | OACA, Athény Rozhodčí: Stefano Cazzaro (ITA), Romualdas Brazauskas (LIT) |

### Semifinále
| 1. července 2015 20:00 | Zpráva | Jugoslávie                 | 60 – 52 | Řecko       |  | OACA, Athény Rozhodčí: George Toliver (USA), Juan Antonio Figueroa (PUR) |
| 1. července 2015 20:00 | Zpráva | Skóre po poločasech: 27:24 |         |             |  | OACA, Athény Rozhodčí: George Toliver (USA), Juan Antonio Figueroa (PUR) |
| 1. července 2015 20:00 | Zpráva | Danilović 19               | Body    | Fasoulas 14 |  | OACA, Athény Rozhodčí: George Toliver (USA), Juan Antonio Figueroa (PUR) |
| 1. července 2015 20:00 | Zpráva | Savić 11                   | Dosk.   | Fasoulas 11 |  | OACA, Athény Rozhodčí: George Toliver (USA), Juan Antonio Figueroa (PUR) |
| 1. července 2015 20:00 | Zpráva | 5 hráčů 1                  | Asist.  | Angelidis 5 |  | OACA, Athény Rozhodčí: George Toliver (USA), Juan Antonio Figueroa (PUR) |

| 1. července 2015 22:00 | Zpráva | Chorvatsko                 | 80 – 90 | Litva          |  | OACA, Athény Rozhodčí: Stefano Cazzaro (ITA), Philippe Mailhabiau (FRA) |
| 1. července 2015 22:00 | Zpráva | Skóre po poločasech: 31:38 |         |                |  | OACA, Athény Rozhodčí: Stefano Cazzaro (ITA), Philippe Mailhabiau (FRA) |
| 1. července 2015 22:00 | Zpráva | Rađa 25                    | Body    | Sabonis 27     |  | OACA, Athény Rozhodčí: Stefano Cazzaro (ITA), Philippe Mailhabiau (FRA) |
| 1. července 2015 22:00 | Zpráva | Vranković 10               | Dosk.   | Sabonis 17     |  | OACA, Athény Rozhodčí: Stefano Cazzaro (ITA), Philippe Mailhabiau (FRA) |
| 1. července 2015 22:00 | Zpráva | Komazec 5                  | Asist.  | Marčiulionis 4 |  | OACA, Athény Rozhodčí: Stefano Cazzaro (ITA), Philippe Mailhabiau (FRA) |

### Finále
| 2. července 2015 20:00 | Zpráva | Jugoslávie                 | 96 – 90 | Litva           |  | OACA, Athény Počet diváků: 20 000 Rozhodčí: George Toliver (USA), Nikolaos Pitsilkas (GRE) |
| 2. července 2015 20:00 | Zpráva | Skóre po poločasech: 48:49 |         |                 |  | OACA, Athény Počet diváků: 20 000 Rozhodčí: George Toliver (USA), Nikolaos Pitsilkas (GRE) |
| 2. července 2015 20:00 | Zpráva | Đorđević 41                | Body    | Marčiulionis 32 |  | OACA, Athény Počet diváků: 20 000 Rozhodčí: George Toliver (USA), Nikolaos Pitsilkas (GRE) |
| 2. července 2015 20:00 | Zpráva | Divac 9                    | Dosk.   | Sabonis 8       |  | OACA, Athény Počet diváků: 20 000 Rozhodčí: George Toliver (USA), Nikolaos Pitsilkas (GRE) |
| 2. července 2015 20:00 | Zpráva | 3 hráči 3                  | Asist.  | Marčiulionis 6  |  | OACA, Athény Počet diváků: 20 000 Rozhodčí: George Toliver (USA), Nikolaos Pitsilkas (GRE) |

### O 3. místo
| 1. července 2015 22:00 | Zpráva | Řecko                      | 68 – 73 | Chorvatsko   |  | OACA, Athény Rozhodčí: Alan Richardson (ENG), Romualdas Brazauskas (LTU) |
| 1. července 2015 22:00 | Zpráva | Skóre po poločasech: 39:35 |         |              |  | OACA, Athény Rozhodčí: Alan Richardson (ENG), Romualdas Brazauskas (LTU) |
| 1. července 2015 22:00 | Zpráva | Christodoulou 13           | Body    | Mršić 20     |  | OACA, Athény Rozhodčí: Alan Richardson (ENG), Romualdas Brazauskas (LTU) |
| 1. července 2015 22:00 | Zpráva | Fasoulas 14                | Dosk.   | Vranković 11 |  | OACA, Athény Rozhodčí: Alan Richardson (ENG), Romualdas Brazauskas (LTU) |
| 1. července 2015 22:00 | Zpráva | Christodoulou 4            | Asist.  | Marić 5      |  | OACA, Athény Rozhodčí: Alan Richardson (ENG), Romualdas Brazauskas (LTU) |

### O 5. - 8. místo
| 1. července 2015 16:00 | Zpráva | Itálie                     | 80 – 70 | Rusko        |  | OACA, Athény Rozhodčí: Vicente Sanchís (ESP), Tomislav Jovančić (YUG) |
| 1. července 2015 16:00 | Zpráva | Skóre po poločasech: 36:43 |         |              |  | OACA, Athény Rozhodčí: Vicente Sanchís (ESP), Tomislav Jovančić (YUG) |
| 1. července 2015 16:00 | Zpráva | Abbio 19                   | Body    | Bazarevič 22 |  | OACA, Athény Rozhodčí: Vicente Sanchís (ESP), Tomislav Jovančić (YUG) |
| 1. července 2015 16:00 | Zpráva | Frosini 11                 | Dosk.   | Fetisov 11   |  | OACA, Athény Rozhodčí: Vicente Sanchís (ESP), Tomislav Jovančić (YUG) |
| 1. července 2015 16:00 | Zpráva | Esposito 2                 | Asist.  | Bazarevič 4  |  | OACA, Athény Rozhodčí: Vicente Sanchís (ESP), Tomislav Jovančić (YUG) |

| 1. července 2015 18:00 | Zpráva | Francie                    | 74 – 75 | Španělsko        |  | OACA, Athény Rozhodčí: Alan Richardson (ENG), Nikolaos Pitsilkas (GRE) |
| 1. července 2015 18:00 | Zpráva | Skóre po poločasech: 37:38 |         |                  |  | OACA, Athény Rozhodčí: Alan Richardson (ENG), Nikolaos Pitsilkas (GRE) |
| 1. července 2015 18:00 | Zpráva | Rigaudeau 17               | Body    | Fernández 19     |  | OACA, Athény Rozhodčí: Alan Richardson (ENG), Nikolaos Pitsilkas (GRE) |
| 1. července 2015 18:00 | Zpráva | T. Gadou 9                 | Dosk.   | Martín Espina 11 |  | OACA, Athény Rozhodčí: Alan Richardson (ENG), Nikolaos Pitsilkas (GRE) |
| 1. července 2015 18:00 | Zpráva | T. Gadou, Rigaudeau 4      | Asist.  | Galilea 2        |  | OACA, Athény Rozhodčí: Alan Richardson (ENG), Nikolaos Pitsilkas (GRE) |

### O 5. místo
| 2. července 2015 16:00 | Zpráva | Rusko                      | 108 – 89 | Francie     |  | OACA, Athény Rozhodčí: Wiesław Zych (POL), Danko Radić (CRO) |
| 2. července 2015 16:00 | Zpráva | Skóre po poločasech: 61:38 |          |             |  | OACA, Athény Rozhodčí: Wiesław Zych (POL), Danko Radić (CRO) |
| 2. července 2015 16:00 | Zpráva | Panov 20                   | Body     | Bonato 20   |  | OACA, Athény Rozhodčí: Wiesław Zych (POL), Danko Radić (CRO) |
| 2. července 2015 16:00 | Zpráva | Fetisov 11                 | Dosk.    | Ostrowski 9 |  | OACA, Athény Rozhodčí: Wiesław Zych (POL), Danko Radić (CRO) |
| 2. července 2015 16:00 | Zpráva | Karasev 3                  | Asist.   | Sonko 9     |  | OACA, Athény Rozhodčí: Wiesław Zych (POL), Danko Radić (CRO) |

### O 7. místo
| 2. července 2015 18:00 | Zpráva | Itálie                     | 82 – 75 | Španělsko   |  | OACA, Athény Rozhodčí: Juan Antonio Figueroa (PUR), Tomislav Jovančić (YUG) |
| 2. července 2015 18:00 | Zpráva | Skóre po poločasech: 42:34 |         |             |  | OACA, Athény Rozhodčí: Juan Antonio Figueroa (PUR), Tomislav Jovančić (YUG) |
| 2. července 2015 18:00 | Zpráva | Pittis 21                  | Body    | Herreros 22 |  | OACA, Athény Rozhodčí: Juan Antonio Figueroa (PUR), Tomislav Jovančić (YUG) |
| 2. července 2015 18:00 | Zpráva | Fučka 8                    | Dosk.   | Reyes 16    |  | OACA, Athény Rozhodčí: Juan Antonio Figueroa (PUR), Tomislav Jovančić (YUG) |
| 2. července 2015 18:00 | Zpráva | Esposito 4                 | Asist.  | Herreros 16 |  | OACA, Athény Rozhodčí: Juan Antonio Figueroa (PUR), Tomislav Jovančić (YUG) |

## Soupisky
1.  Jugoslávie 
| - Dejan Bodiroga - Predrag Danilović - Saša Obradović | - Zoran Sretenović - Žarko Paspalj - Miroslav Berić | - Aleksandar Đorđević - Željko Rebrača - Vlade Divac | - Zoran Savić - Dejan Tomašević - Dejan Koturović |

- Trenér: Dušan Ivković

2.  Litva 
| - Valdemaras Chomičius - Arūnas Visockas - Saulius Štombergas | - Mindaugas Timinskas - Darius Lukminas - Gintaras Krapikas | - Rimas Kurtinaitis - Arvydas Sabonis - Artūras Karnišovas | - Šarūnas Marčiulionis - Gintaras Einikis - Gvidonas Markevičius |

- Trenér: Vladas Garastas

3.  Chorvatsko 
| - Josip Vranković - Velimir Perasović - Arijan Komazec | - Toni Kukoč - Vladan Alanović - Ivica Marić | - Ivica Žurić - Stojan Vranković - Alan Gregov | - Veljko Mršić - Dino Rađa - Davor Pejčinović |

- Trenér: Aleksandar Petrović

4.  Řecko 
| - Efthymis Bakatsias - Kostas Patavoukas - Panagiotis Giannakis | - Tzanis Stavrakopoulos - Georgios Sigalas - Lefteris Kakiousis | - Fragiskos Alvertis - Nikos Ekonomou - Dinos Angelidis | - Panagiotis Fassoulas - Efthymis Rentzias - Fanis Christodoulou |

- Trenér: Makis Dendrinos.

5.  Itálie 
| - Claudio Coldebella - Ferdinando “Nando” Gentile - Walter Magnifico | - Riccardo Pittis - Vincenzo Esposito - Paolo Conti | - Alessandro Abbio - Gregor Fučka - Federico Pieri | - Alessandro Frosini - Flavio Carera - Stefano Rusconi |

- Trenér: Ettore Messina.

6.  Španělsko 
| - Francisco Alberto Angulo Espinosa - José Luis Galilea Vidaurreta - Michael “Mike” Smith Gibbs | - Juan Antonio Orenga Forcada - Ignacio Pablo “Nacho” Rodríguez Marín - Pablo Laso Biurrun | - Javier “avi” Fernández Fernández - Alberto Herreros Ros - Alfonso Reyes Cabanas | - Ferrán Martínez Garriga - Antonio Martín Espina - Francisco José “Fran” Murcia Sánchez |

- Trenér: Manuel “Lolo” Sáinz Márquez.

7.  Rusko 
| - Vasilij Karasjov - Igor Kudelin - Dmitrij Domani | - Jevgenij Kisurin - Jevgenij Pašutin - Sergej Bazarevič | - Sergej Babkov - Michail Michajlov - Andrej Fetisov | - Sergej Ivanov - Sergej Panov - Vitalij Nosov |

- Trenér: Sergej Belov.

8.  Francie 
| - Frédéric Forte - Moustapha Sonko - Antoine Rigaudeau | - Bruno Hamm - Yann Bonato - Stéphane Ostrowski | - Hugues Occansey - Thierry Gadou - Didier Gadou | - Franck Butter - Jim Bilba - Frédéric Domon |

- Trenér: Michel Gómez.

9.  Izrael 
| - Nadav Henefeld - Ofer Fleisher - Guy Goodes | - Brad Leaf - Dror Cohen - Adi Gordon | - Amir Muchtari - Doron Sheffer - Doron Jamchy | - Kobi Balul - Lior Arditty - Motti Daniel |

- Trenér: Zvi Sherf.

10.  Německo 
| - Ingo Freyer - Henrik Rödl - Michael Koch | - Detlef Musch - Denis Wucherer - Christian Welp | - Teoman Öztürk - Patrick King - Hans-Jürgen “Hansi” Gnad | - Kai Nürnberger - Ademola Okulaja - Mike Knörr |

- Trenér: Vladislav Lučić.

11.  Švédsko 
| - Olle Håkanson - Örjan Andersson - Christian Larsson | - Henrik Evers - Henrik Gaddefors - Jonas Larsson | - Oscar Lefwerth - Joakim Blom - Torbjörn Gehrke | - Anders Marcus - Vincent Lundahl - Mattias Sahlström |

- Trenér: Rolf Nilsson.

12.  Slovinsko 
| - Roman Horvat - Matjaž Tovornik - Jaka Daneu | - Walter Jeklin - Marijan Kraljevič - Jure Zdovc | - Marko Tušek - Teoman Alibegović - Marko Milič | - Boris Gorenc - Slavko Kotnik - Aleš Kunc |

- Trenér: Zmago Sagadin.

13.  Turecko 
| - Murat Konuk - Mirsad Türkcan - Murat Evliyaoğlu | - Orhun Ene - İbrahim Kutluay - Harun Erdenay | - Serdar Apaydın - Levent Topsakal - Ömer Büyükaycan | - Tamer Oyguç - Lütfi Arıboğan - Haluk Yıldırım |

- Trenér: Çetin Yılmaz.

14.  Finsko 
| - Martti Kuisma - Hanno Möttölä - Pekka Markkanen | - Sakari Pehkonen - Jarkko Tuomala - Markku Larkio | - Riku Marttinen - Mika-Matti Tahvanainen - Juha Luhtanen | - Jyri Lehtonen - Kari-Pekka Klinga - Petri-Mikael Niiranen |

- Trenér: Henrik Dettmann.

## Konečné pořadí
| Pořadí           | Tým        | Z | V | P | Skóre   | B  |
| ---------------- | ---------- | - | - | - | ------- | -- |
| Zlatá medaile    | Jugoslávie | 9 | 9 | 0 | 750:639 | 18 |
| Stříbrná medaile | Litva      | 9 | 7 | 2 | 774:689 | 16 |
| Bronzová medaile | Chorvatsko | 9 | 8 | 1 | 758:683 | 17 |
| 4.               | Řecko      | 9 | 5 | 4 | 634:627 | 14 |
| 5.               | Španělsko  | 9 | 5 | 4 | 713:695 | 14 |
| 6.               | Itálie     | 9 | 5 | 4 | 661:649 | 14 |
| 7.               | Rusko      | 9 | 5 | 4 | 826:758 | 14 |
| 8.               | Francie    | 9 | 4 | 5 | 745:753 | 13 |
| 9.               | Izrael     | 6 | 2 | 4 | 419:417 | 8  |
| 10.              | Slovinsko  | 6 | 2 | 4 | 505:506 | 8  |
| 11.              | Německo    | 6 | 1 | 5 | 448:488 | 7  |
| 12.              | Turecko    | 6 | 1 | 5 | 462:539 | 7  |
| 13.              | Finsko     | 6 | 0 | 6 | 457:574 | 6  |
| 14.              | Švédsko    | 6 | 0 | 6 | 393:528 | 6  |